# Les Uns et les Autres
Pour les articles homonymes, voir Les Uns et les Autres (homonymie).
 (août 2021).
Si vous disposez d'ouvrages ou d'articles de référence ou si vous connaissez des sites web de qualité traitant du thème abordé ici, merci de compléter l'article en donnant les références utiles à sa vérifiabilité et en les liant à la section « Notes et références ».
Pour plus de détails, voir Fiche technique et Distribution.
Les Uns et les Autres est un film français de Claude Lelouch, sorti en 1981.

## Synopsis
Le film retrace l’histoire de trois générations unies par l'amour de la musique et de la danse, de l'entre-deux-guerres aux années 1980, dans quatre pays : France, Allemagne, Russie, États-Unis. Les quatre histoires se rejoignent dans la scène finale, un concert à Paris.
Famille russe : l'histoire commence en 1936 à Moscou. Tatiana (Rita Poelvoorde) danse le Boléro de Ravel devant un jury qui désigne la première danseuse du Bolchoï. Boris Itovitch (Jorge Donn), un membre du jury, en tombe amoureux. Tatiana échoue mais épouse Boris. La guerre survient, tuant Boris. Leur fils, Sergei, sera un grand danseur. Certains traits de sa vie font penser à Rudolf Noureev.
Famille française : une violoniste aux Folies Bergère, Anne (Nicole Garcia), tombe amoureuse du nouveau pianiste de son orchestre, Simon (Robert Hossein). Ils se marient et ont un enfant, David. Mais Anne et Simon sont juifs et seront déportés. Alors qu'ils sont dans un train en partance pour les camps, Simon a l'idée, lors d'un arrêt du train, de laisser le bébé sur la voie de chemin de fer avec son nom, une adresse et de l'argent. Mais après la guerre, Anne revient seule des camps et ne retrouve pas David. Elle passera le reste de sa vie à le chercher, se rendant régulièrement sur la voie de chemin de fer où elle l'avait laissé, jusqu’à en devenir folle.
Famille allemande : à Berlin, avant la guerre, Karl Kremer (Daniel Olbrychski) joue la Sonate au clair de lune devant le Führer. Ce dernier le félicite chaudement et lui confiera plus tard la musique des troupes d'occupation à Paris. Ce passé nazi le poursuivra malgré lui toute sa vie. Certaines scènes rappelleront la carrière de Herbert von Karajan.
Famille américaine : Jack Glenn (James Caan) dirige un orchestre de jazz et est marié à une Française, Suzanne (Geraldine Chaplin), avec qui il a deux enfants, Jason et Sarah. Pendant la guerre, il part diriger un orchestre dans l'armée pour les troupes. Certains éléments font penser à la vie de Glenn Miller.
Le film présente notamment comme particularité d'avoir les mêmes acteurs pour représenter différentes générations : par exemple, Rita Poelvoorde interprète à la fois la mère de Sergei et sa fille plus tard dans l'histoire ; quant à Sergei, il est joué par Jorge Donn qui joue  également son père, Boris. Idem pour Robert Hossein qui interprète le père et son fils ou Evelyne Bouix (la mère et sa fille).

## Fiche technique
- Titre : Les Uns et les Autres
- Titre anglais : Bolero (en référence au Boléro de Ravel entendu dans le film)
- Réalisateur : Claude Lelouch
- Scénario : Claude Lelouch
- Musique : Francis Lai et Michel Legrand
- Chorégraphie : Maurice Béjart et Micha van Hoecke
- Photographie : Jean Boffety
- Montage : Sophie Bhaud et Hugues Darmois
- Décors : Jean-Louis Povéda
- Costumes : Catherine Leterrier
- Son : Harald Maury
- Production: Claude Lelouch
- Sociétés de production : Les Films 13 - TF1 Films Productions
- Société de distribution : Parafrance Films
- Pays d'origine :  France
- Langues originales : français, anglais, allemand et russe
- Formats : couleur (Technicolor) - 2,35:1 - 35 mm - son Dolby stereo
- Genre : drame
- Durée : 177 minutes
- Date de sortie :
  - France : 27 mai 1981
- Affiche : René Ferracci (France)

## Distribution
- Robert Hossein : Simon Meyer / Robert Prat
- Nicole Garcia : Anne Meyer
- Geraldine Chaplin : Suzanne Glenn / Sarah Glenn
- James Caan : Jack Glenn / Jason Glenn
- Daniel Olbrychski : Karl Kremer
- Macha Méril : Magda Kremer
- Jorge Donn : Boris et Sergei Itovitch (inspiré par le personnage de Rudolf Noureev)
- Rita Poelvoorde : Tatiana Itovitch / Tania Itovitch
- Georges Rabol : le chef d'orchestre français
- Jean-Claude Bouttier : Philippe Rouget
- Évelyne Bouix : Évelyne / Édith
- Paul Préboist : le grand-père d'Édith
- Marthe Villalonga : la grand-mère d'Édith
- Fanny Ardant : Véronique
- Éva Darlan : Éva
- Jacques Villeret : Jacques
- Geneviève Mnich : Jeanne, la mère de Jacques
- Richard Bohringer : Richard
- Francis Huster : Francis
- Raymond Pellegrin : M. Raymond
- Jean-Claude Bouttier : Michel Rouget, le boxeur
- Jean-Claude Brialy : le directeur du Lido
- Nicole Croisille : Nicole Croisille
- Ginette Garcin : Ginette
- Jean-Pierre Kalfon : le père Antoine
- Louise Chevalier : la bonne du père Antoine
- Alexandra Stewart : Alexandra
- Féodor Atkine : Alexis
- Manuel Gelin : Patrick Prat
- Candice Patou : Candice
- Maïa Simon : la sœur du père Antoine
- Mireille Audibert
- Christophe Bourseiller
- Jean-Pierre Castaldi[1]
- Anne Caudry : la fille d'Éva
- Jean-Claude Bourbault : le garde-barrière
- Véronique Coquet
- Nicole Daresco : Gina
- Andrée Delair
- Linda Dingwall
- Bernard-Pierre Donnadieu : le représentant Croix Rouge (UNICEF)
- Maxime Dufeu
- Andy Fenwick : Jack Glenn enfant
- Charles Gérard : Charlot
- Gérard Ismaël
- Philippe Jacques
- Francis Lai : l'accordéoniste
- Barry Primus
- Brigitte Roüan[1]
- Sharon Stone : copine de Jack Glenn
- Martin Trévières
- Fanny Roy
- Hattie Winston : la servante des Glenn

## Versions
Il y a plusieurs montages ; la version cinéma 177 minutes, la version longue éditée en cassettes vidéos en 1983 (247 minutes), la version série télévisée en 5 épisodes.
Le tableau suivant liste toutes les scènes de la version longue de 4 heures et leur présence dans la version cinéma de 3H04.
| TCR        | Scènes                                                                         | version cinéma 3h04 |
| ---------- | ------------------------------------------------------------------------------ | ------------------- |
| 0h00min00s | Les Films 13 (générique).                                                      | +                   |
| 0h00min50s | Sergueï danse au Trocadéro                                                     | +                   |
| 0h02min30s | Sergueï danse au Trocadéro (Commentaire générique de F. Huster).               | +                   |
| 0h03min10s | Concours de danse à Moscou                                                     | +                   |
| 0h07min10s | Tatiana épouse Boris                                                           | +                   |
| 0h07min30s | Folies Bergère                                                                 | +                   |
| 0h09min10s | Folies Bergère (Commentaire musical de F. Huster)                              | +                   |
| 0h09min50s | Spectacle de claquettes                                                        | +                   |
| 0h10min50s | Spectacle de mariage aux Folies Bergère                                        | +                   |
| 0h11min30s | Le pianiste déraille                                                           | +                   |
| 0h12min10s | Audition des nouveaux pianistes                                                | +                   |
| 0h13min30s | Séduction musicale entre Anne et Simon                                         | +                   |
| 0h14min30s | Mariage de Simon et Anne                                                       | +                   |
| 0h15min10s | Karl joue devant A. Hitler                                                     | +                   |
| 0h17min20s | Jack et la naissance de Sarah                                                  | +                   |
| 0h20min00s | Jack apprend que la guerre est déclarée en Europe                              | +                   |
| 0h21min10s | Les Allemands sont à Paris                                                     | +                   |
| 0h22min10s | Défilé des Allemands                                                           | +                   |
| 0h25min10s | Montmartre, le petit boxeur à Notre-Dame                                       |                     |
| 0h25min40s | Visite du Louvre                                                               |                     |
| 0h26min40s | Anne et Simon dans Paris                                                       | +                   |
| 0h27min10s | Bonne Année 1941, naissance de Francis                                         | +                   |
| 0h29min50s | Karl joue du piano devant Evelyne                                              | +                   |
| 0h32min00s | Spectacle à Montmartre                                                         |                     |
| 0h32min40s | Boris part à la guerre                                                         | +                   |
| 0h33min40s | Une famille juive à Paris, l’enfant se cache, discours de Pétain               |                     |
| 0h34min50s | L’officier et les enfants                                                      | +                   |
| 0h36min30s | L’institutrice écrit à son mari                                                | +                   |
| 0h37min00s | La famille juive est emmenée par les allemands, ainsi que Anne et Simon        | +                   |
| 0h38min00s | Le départ des trains                                                           | +                   |
| 0h39min00s | Dans le wagon                                                                  | +                   |
| 0h43min00s | Bébé sur la voie                                                               | +                   |
| 0h45min00s | L’arrivée au camp                                                              | +                   |
| 0h48min00s | L’audition des batteurs                                                        |                     |
| 0h50min00s | Jack à New York, Sarah marche, les jumeaux se battent                          | +                   |
| 0h53min30s | Boris à la guerre                                                              | +                   |
| 0h55min00s | Tatiana danse                                                                  | +                   |
| 0h57min00s | La mort de Boris                                                               | +                   |
| 0h58min30s | Les jumeaux se battent                                                         | +                   |
| 0h59min00s | Lettres de Jack et des jumeaux                                                 | +                   |
| 1h01min00s | La musique au camp, la mort de Simon                                           | +                   |
| 1h02min00s | Le débarquement                                                                | +                   |
| 1h04min00s | Big Band in France                                                             | +                   |
| 1h11min00s | Evelyne est rasée                                                              | +                   |
| 1h12min00s | Père de Francis et feu d’artifice                                              | +                   |
| 1h13min00s | Retour des prisonniers                                                         | +                   |
| 1h16min00s | Karl retourne à Berlin                                                         | +                   |
| 1h18min00s | Mort du mari de l’institutrice                                                 | +                   |
| 1h18min00s | Accueil musical de Jack chez lui, l’annonce de la mort des jumeaux             | +                   |
| 1h23min15s | Tatiana enseigne à l’École de Danse du Bolchoï                                 | +                   |
| 1h25min00s | Anne retourne à la petite gare                                                 | +                   |
| 1h26min00s | Folies Bergère sans décor, retour de Anne                                      | +                   |
| 1h30min00s | Recherche de travail d’Anne et ses amis                                        | +                   |
| 1h30min40s | Evelyne retourne chez ses parents                                              | +                   |
| 1h32min50s | Retour d’Algérie (étape à Dijon)                                               | +                   |
| 1h35min00s | Arrivée des militaires à Paris                                                 | +                   |
| 1h37min00s | Edith n’a pas été attendue                                                     | +                   |
| 1h38min20s | Richard retourne chez ses parents alcooliques                                  | +                   |
| 1h40min10s | Anne et ses collègues jouent à un mariage                                      | +                   |
| 1h41min00s | Anne emmène ses amis à la petite gare                                          | +                   |
| 1h42min20s | Mort de la mère de Sarah                                                       | +                   |
| 1h43min40s | Sarah dans une comédie musicale / Inauguration appartement de Francis          | +                   |
| 1h48min00s | Parents des jumeaux au cimetière militaire                                     |                     |
| 1h50min07s | Jack au musée, à cheval, dans le bunker et dans le village                     |                     |
| 1h51min30s | Jack raconte le concert de la libération                                       | +                   |
| 1h54min40s | Jack et le directeur du Lido                                                   | +                   |
| 1h55min00s | Jason et son ami (Bobby)                                                       | +                   |
| 1h55min50s | Tournage d’un film avec Sarah                                                  | +                   |
| 1h57min00s | Entracte                                                                       |                     |
| 1h57min10s | Arrivée de Karl à New York                                                     | +                   |
| 1h58min30s | Karl joue devant une salle vide                                                | +                   |
| 2h05min00s | Conférence de presse de Karl                                                   | +                   |
| 2h05min50s | Sergueï danse au Bolchoï                                                       | +                   |
| 2h09min10s | Echappée de Sergueï                                                            | +                   |
| 2h10min10s | Cours de danse                                                                 | +                   |
| 2h11min20s | Le rêve d’Edith                                                                | +                   |
| 2h19min00s | Edith et son enfant                                                            |                     |
| 2h19min30s | Match de boxe                                                                  | +                   |
| 2h25min00s | Le porte-avions                                                                | +                   |
| 2h26min30s | Robert retrouve son fils en répétition                                         |                     |
| 2h27min30s | Robert écoute son fils chanter, puis lui parle                                 | +                   |
| 2h28min30s | La discussion s'envenime (musique de m...)                                     |                     |
| 2h30min00s | Eva désire divorcer                                                            | +                   |
| 2h31min30s | Robert et sa maîtresse                                                         |                     |
| 2h31min40s | Richard en prison, Robert refuse de le défendre                                | +                   |
| 2h32min30s | Robert & Francis à l’hôpital                                                   | +                   |
| 2h34min40s | Sports d’hiver                                                                 |                     |
| 2h37min10s | Les enfants de Robert dans la rue                                              |                     |
| 2h37min40s | Eva et Véronique annoncent qu‘elle veulent divorcer, " quarantaine des maris " |                     |
| 2h38min40s | Véronique et Francis son mari et médecin                                       |                     |
| 2h41min10s | Téléphone de la nurse                                                          |                     |
| 2h42min55s | Annonce matrimoniale de Jacques, ses chevaux, son fils                         | +                   |
| 2h46min00s | Prix de l’Arc de Triomphe (ex femme de Jacques, Jean-Claude)                   | +                   |
| 2h46min45s | Richard en prison, Jean-Claude, la prostituée                                  |                     |
| 2h48min00s | Spectacle télévisé de Nicole Croisille                                         | +                   |
| 2h50min40s | Edith et son fils au restaurant                                                |                     |
| 2h51min00s | Arrivée du grand-père à la gare,                                               |                     |
| 2h53min45s | Le Grand-père monte dans le camion d’Ismaël                                    |                     |
| 2h54min00s | Beaubourg (Paris c’est d...)                                                   | +                   |
| 2h54min30s | Visite de Paris, Ismaël "artiste israélite "                                   |                     |
| 2h57min30s | Visite de Paris (Edith car Edith Piaf)                                         | +                   |
| 2h57min50s | Le Pape à Paris                                                                |                     |
| 3h00min10s | Edith ne veut pas se marier avec Ismaël                                        |                     |
| 3h01min30s | Concours des speakerines                                                       | +                   |
| 3h02min45s | Edith passe l’audition                                                         |                     |
| 3h03min14s | Edith devient speakerine                                                       | +                   |
| 3h03min20s | Véronique souhaite un joyeux anniversaire aux messieurs                        | +                   |
| 3h04min00s | Jacques amène le gâteau                                                        |                     |
| 3h04min50s | Les cadeaux (livre de Robert, rond de serviette)                               |                     |
| 3h05min48s | Les cadeaux (les demoiselles)                                                  |                     |
| 3h07min40s | Danse et échanges                                                              |                     |
| 3h08min10s | La bagarre                                                                     | +                   |
| 3h12min30s | " Francis, quand il boit, il est incontrôlable "                               |                     |
| 3h14min00s | Jack au téléphone avec Jason (vue sur Central Park)                            | +                   |
| 3h14min20s | Sarah chante, Jason et son ami se fâchent                                      | +                   |
| 3h17min50s | Jason parle avec Sarah, Sarah téléphone à son fils                             | +                   |
| 3h20min00s | Jack chez lui (vue sur Central Park)                                           |                     |
| 3h20min30s | Les chanteurs dans le restaurant                                               |                     |
| 3h21min12s | Robert et Edith attendent et accueillent Edith                                 |                     |
| 3h22min40s | Edith déjeune avec Robert et Francis                                           | +                   |
| 3h24min24s | Les chanteurs, départ d’Edith                                                  |                     |
| 3h25min50s | Jason a voulu se suicider, Sarah demande à son ami d'aller le voir à l’hôpital | +                   |
| 3h27min40s | Edith a une liaison avec Robert                                                | +                   |
| 3h28min30s | Francis annonce que Jacques a voulu se suicider, Edith quitte Robert           | +                   |
| 3h30min20s | Jason, Sarah et le directeur du Lido                                           | +                   |
| 3h31min10s | Sarah à l’audition de la première partie de son spectacle                      | +                   |
| 3h33min10s | La " petite cuillère "                                                         | +                   |
| 3h33min40s | Anniversaire de Jason au Lido                                                  |                     |
| 3h36min10s | Les amis de Anne retrouvent Robert                                             | +                   |
| 3h38min25s | Sarah et le fils de Robert (séduction musicale)                                | +                   |
| 3h42min30s | Stéphane rencontre Sarah pour l’UNICEF.                                        | +                   |
| 3h43min00s | La vie de Karl, le film                                                        | +                   |
| 3h45min00s | Flash-back sur la vie de Karl (Chopin)                                         |                     |
| 3h46min44s | Interview de Karl                                                              | +                   |
| 3h47min00s | Suite Interview de Karl (votre mari vous a trompé, salle vide)                 |                     |
| 3h49min30s | Sergueï répète avec sa fille (Boléro)                                          | +                   |
| 3h51min30s | Edith rencontre Stéphane pour l’Unicef (Boléro)                                | +                   |
| 3h51min30s | Robert retrouve sa mère et redevient Simon (Boléro)                            | +                   |
| 3h57min30s | Spectacle au Trocadéro (Boléro), générique final.                              | +                   |

## Distinctions

### Récompenses
- 3 disques d'or

### Nominations et sélections
- Festival de Cannes 1981 :  Sélection officielle
- Cérémonie des César 1982 : César du meilleur film, César de la meilleure musique originale, César du meilleur son et César du meilleur montage